# 阪堺電気軌道阪堺線
阪堺線（はんかいせん）は、大阪府大阪市浪速区の恵美須町停留場から大阪府堺市西区の浜寺駅前停留場までを結ぶ阪堺電気軌道の路線である。

## 概要
大阪市内の東玉出停留場 - 住吉鳥居前停留場間と堺市内の綾ノ町停留場 - 御陵前停留場間は併用軌道となっており、どちらも紀州街道（堺市街での愛称は大道筋）の中央を通っている。上町線の電車が住吉停留場から浜寺駅前停留場まで乗り入れている。

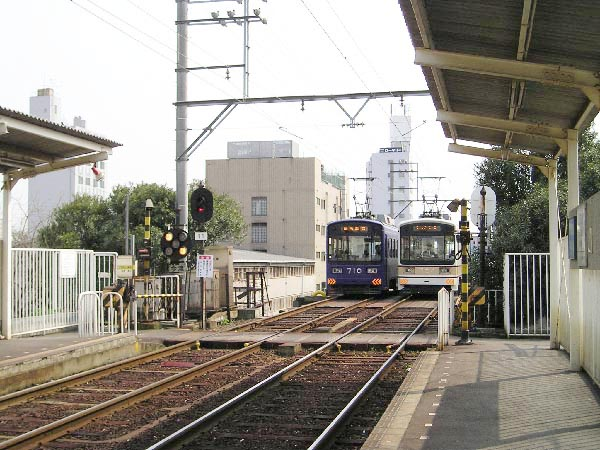
今池停留場（2005年4月）
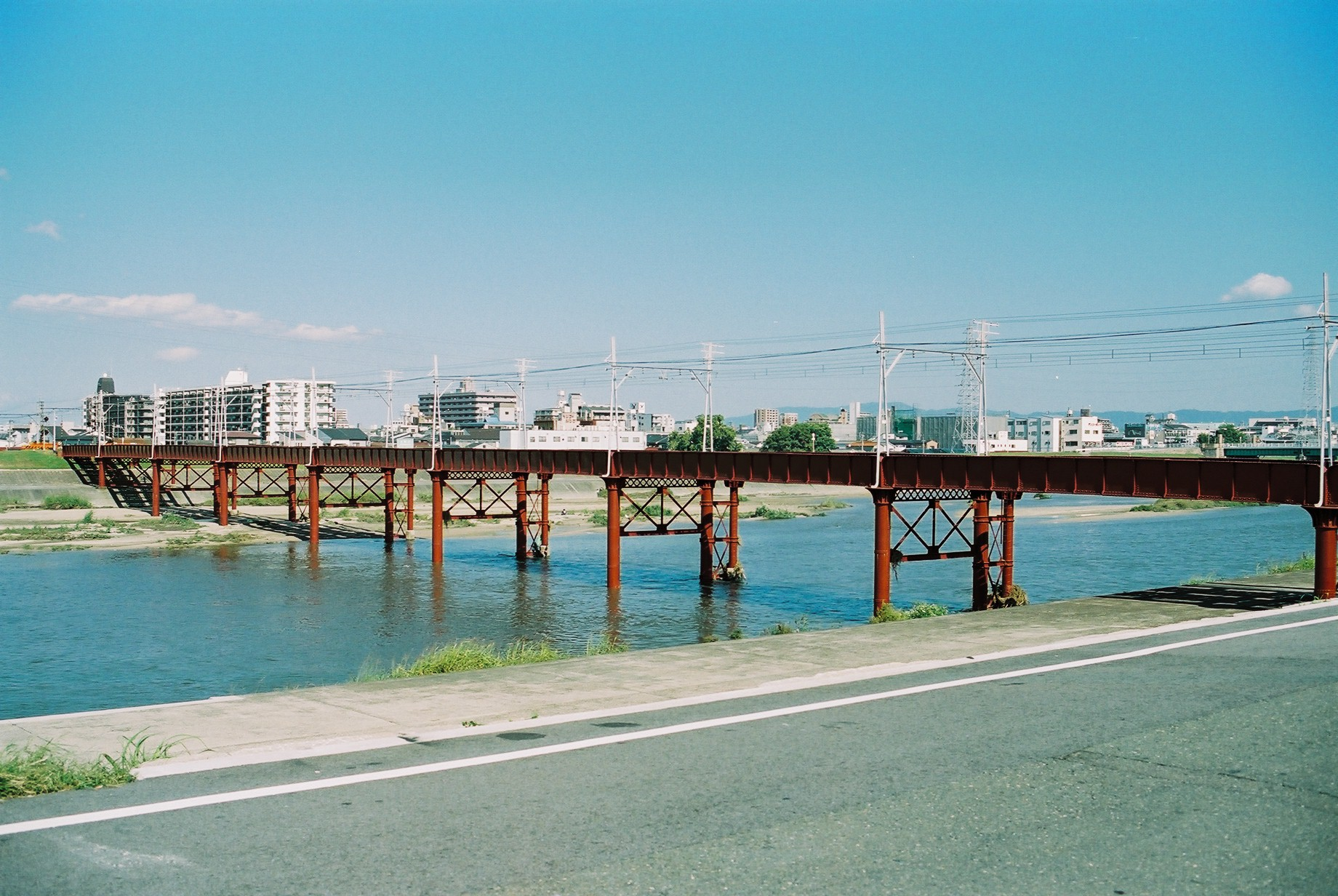
大和川橋梁（2007年10月）

### 路線データ
- 管轄：我孫子道運輸区
- 路線距離（営業キロ）：14.0km [1]
- 軌間：1435mm
- 停留場数：31（起終点含む）
- 複線区間：全線
- 電化区間：全線電化（直流600V）
- 最高速度：併用軌道40km/h、新設軌道50km/h（特例で認可。御陵前以南は50km/h、他は40km/h）
- 車両基地：大和川検車区（我孫子道車庫）

## 運行形態
恵美須町 - 我孫子道間の系統と、住吉 - 浜寺駅前間で上町線と堺市内間を直通する上町線天王寺駅前 - 浜寺駅前間の系統が運行されている。恵美須町 - 浜寺駅前間を直通する系統はなくなったため、両系統間を乗り継ぐ場合は我孫子道停留場で乗り換えとなっている。
恵美須町 - 我孫子道間の系統は2014年3月1日ダイヤ改正以降、運行便数が大幅に削減されている。2023年2月4日改正時点での運転間隔は以下の通り。
- 早朝・夜間は1時間に0-1本（平日・休日ともに）
- 平日朝ラッシュは10 - 30分間隔
- 昼間時は平日28分間隔、休日24分間隔
- 夕方以降、最終直前は25 - 30分間隔（平日・休日ともに）

2009年7月4日のダイヤ改正で天王寺駅前 - 浜寺駅前間の系統が主体となり、それまで主体だった恵美須町 - 浜寺駅前間の系統の電車は朝・夕の一部を除きすべて恵美須町 - 我孫子道間の運行となった（当時の昼間時は12分間隔で運転）。さらに、2013年2月2日のダイヤ改正で恵美須町 - 浜寺駅前間の系統が全廃され、恵美須町からはすべて我孫子道までの運行となった。
上町線との直通系統は、天王寺駅前 - 浜寺駅前間の系統のほか、天王寺駅前 - 我孫子道間の系統が運行されている。
正月三が日には特別ダイヤとなり、恵美須町 - 我孫子道間を中心に大幅に増便される。
| 系統                  | 主な経由地                                   | 備考 |
| --------------------- | -------------------------------------------- | --- |
| 天王寺駅前 - 浜寺駅前 | 天王寺駅前 - 住吉 - 我孫子道 - 浜寺駅前      | 天王寺駅前 - 住吉間は上町線。終日運行。                                                                             |
| 天王寺駅前 - 我孫子道 | 天王寺駅前 - 住吉 - 我孫子道                 | 天王寺駅前 - 住吉間は上町線。終日運行。                                                                             |
| 恵美須町 - 我孫子道   | 恵美須町 - 住吉 - 我孫子道                   | 終日運行。2009年7月3日までは早朝・夜間のみの運行。                                                                  |
| 我孫子道 - 浜寺駅前   | 我孫子道 - 宿院 - 浜寺駅前                   | 早朝・夕方のみの運行。 2013年8月25日から2014年2月10日まで1001形堺トラムがこの系統のみで火曜・金曜以外の昼間に運行。 |
| 恵美須町 - 浜寺駅前   | 恵美須町 - 住吉 - 我孫子道 - 宿院 - 浜寺駅前 | 2013年2月2日廃止。 2009年7月3日までは終日運行、2013年2月1日までは朝夕のみ運行。                                     |
| 住吉 - 我孫子道       | 住吉 - 我孫子道                              | 上町線への送り込みを兼ねた運用。 近年は運行されていない。                                                           |
| 住吉 - 東湊           | 住吉 - 我孫子道 - 東湊                       | 臨時系統。 年末年始・堺まつり・住吉大社祭礼時のみの運行。 近年は合理化で運行されていない。                          |
| 住吉 - 浜寺駅前       | 住吉 - 我孫子道 - 宿院 - 浜寺駅前            | 臨時系統。 年末年始・堺まつり・住吉大社祭礼時のみの運行。 近年は合理化で運行されていない。                          |

## 堺市内区間の存続と堺市LRT（東西鉄軌道）直通計画
阪堺電気軌道は、利用者の減少や、2000年に国土交通省から出された安全対策事業を進めることが資金的に困難だとして、2003年に我孫子道以南の堺市内区間について廃止を含めた協議を堺市に申し入れた。これに対し堺市では、安全対策事業への補助や、市民参加の支援団体立ち上げといった路線存続に向けた動きを見せている。堺市には、かねてから東西鉄軌道として構想されているLRT建設計画があり、阪堺線との有機的な連携が期待されていた。
この動きを受けて、2006年12月に堺市が、阪堺電気軌道と親会社の南海電気鉄道のグループとのLRTに関する非公式事前協議で、グループ側から提案された相互乗り入れを受け入れる意向を示した。このため、同路線の存続と、2010年度を目途にLRTとの相互乗り入れ実現を目指す方向で話が進んでいた。
2008年4月に堺市が公表した「東西軌道（堺浜 - 堺東駅間）基本計画骨子（案）」によると、阪堺電気軌道阪堺線の堺市内区間である我孫子道 - 浜寺駅前間7.9kmの区間について、堺市が総事業費約30億円を投入し、LRT化するとともに公有民営化される方向である。また、堺市が計画するLRT路線である東西鉄軌道と交差する大小路駅から相互直通運転を行う予定としていた。
2009年9月27日に前市長の任期満了に伴って行われた堺市長選挙で当選し、10月に堺市長に就任した竹山修身はLRT建設計画のうち堺東 - 堺駅間を採算面などにより建設中止、堺駅 - 堺浜間はLRTと大阪市営地下鉄の延伸による整備に見直すことを表明した。このことから、明確な支援が行われなければ、堺市内区間の廃止問題が再度浮上する可能性も取りざたされている。
LRT建設計画のうち堺東 - 堺駅間の建設中止については、2009年12月に市議会の反発によって否決されたが、竹山が堺市内の交通体系を総合的に検討する意向を示したことでLRT関連予算を減額する修正補正予算案が2010年1月13日に可決された。同年1月22日には竹山が南海にLRT計画中止を正式に申し入れ、これに対し南海は同年秋までに阪堺線支援策を提示することを要請した。
2010年6月、堺市は南海および阪堺に対し、10年間で総額50億円（年間2億円の利用者拡大策への補助に加え、設備高度化への補助として30億円）の支援策を提示し、同年10月には阪堺との間で存続に向けた基本合意を結んでいる。

### 堺市内区間の現状
2010年4月に阪堺電気軌道は堺市内の窮状を訴える資料を公表した。それによると堺市内区間の状況は以下のようになっており、堺市内区間を存続するには軌道施設や車両などの公有化による設備維持費用の市負担と増客支援策等により1日約1,000人乗客が増えて収入が約3割増加することが必要としている。
輸送密度は下記の通り、1985年度と比較して6 - 7割も減少している。なお1985年当時の堺市内のデータイムの運転本数は毎時8本、7分30秒間隔の運転であったが、その後利用客の減少に伴い毎時6本 → 現在の毎時5本へと削減されている。
- 輸送密度（1日あたりの区間内平均輸送人員）
  - 1985年（昭和60年）10月22日調査 ： 4,486人
  - 2009年（平成21年）6月24日調査 ： 1,627人
対1985年（昭和60年）10月22日調査比 ： 63.7%減
- 停留場乗降人員
  - 1985年（昭和60年）10月22日調査 ： 17,907 人
  - 2009年（平成21年）6月24日調査 ： 5,453 人
対1985年（昭和60年）10月22日調査比 ： 69.5%減
- 営業収益（平成20年度実績）
  - 旅客運輸収入 ： 1億6900万円
  - 運輸雑収入（広告収入、停留場構内自動販売機収入等） ： 1600万円
- 営業費用（平成20年度実績）
  - 人件費 ： 2億2400万円
  - 電車動力費（車両運転用の電気料金） ： 2300万円
  - 修繕費（線路、信号、車両等、軌道施設の点検、整備費用） ： 7700万円
  - 経費（車両・停車場清掃料、水光熱費、備消品費等） ： 3000万円
  - 諸税（固定資産税等） ： 2300万円
  - 減価償却費 ： 2500万円

- 軌道事業収支

| 年度       | 乗車人員   | 乗車人員 | 営業収益    | 営業収益     | 営業収益 | 営業費用    | 営業損益     |
| 年度       | 乗車人員   | 対前年比 | 営業収益    | 旅客運賃収入 | 対前年比 | 営業費用    | 営業損益     |
| ---------- | ---------- | -------- | ----------- | ------------ | -------- | ----------- | ------------ |
| 平成10年度 | 214万7千人 |          |             |              |          |             |              |
| 平成11年度 | 205万9千人 | ▲4.1%    | 3億59百万円 | 3億28百万円  |          | 6億67百万円 | ▲3億07百万円 |
| 平成12年度 | 170万5千人 | ▲17.2%   | 3億45百万円 | 3億18百万円  | ▲3.0%    | 6億51百万円 | ▲3億0500万円 |
| 平成13年度 | 161万1千人 | ▲5.5%    | 3億22百万円 | 3億00百万円  | ▲5.7%    | 5億77百万円 | ▲2億54百万円 |
| 平成14年度 | 149万7千人 | ▲7.1%    | 3億03百万円 | 2億81百万円  | ▲6.3%    | 4億72百万円 | ▲1億69百万円 |
| 平成15年度 | 143万0千人 | ▲4.5%    | 2億89百万円 | 2億70百万円  | ▲3.9%    | 4億72百万円 | ▲1億69百万円 |
| 平成16年度 | 135万7千人 | ▲5.1%    | 2億75百万円 | 2億59百万円  | ▲4.1%    | 3億92百万円 | ▲1億17百万円 |
| 平成17年度 | 130万4千人 | ▲3.9%    | 2億64百万円 | 2億48百万円  | ▲4.2%    | 3億98百万円 | ▲1億33百万円 |
| 平成18年度 | 120万9千人 | ▲7.3%    | 2億02百万円 | 1億82百万円  | ▲26.6%   | 3億94百万円 | ▲1億92百万円 |
| 平成19年度 | 117万4千人 | ▲2.9%    | 1億90百万円 | 1億75百万円  | ▲3.8%    | 4億11百万円 | ▲2億21百万円 |
| 平成20年度 | 115万1千人 | ▲2.0%    | 1億85百万円 | 1億69百万円  | ▲3.4%    | 4億02百万円 | ▲2億17百万円 |
| 平成21年度 | 110万4千人 | ▲4.1%    | 1億99百万円 | 1億77百万円  | 4.7%     | 4億03百万円 | ▲2億04百万円 |

平成21年度堺区間が利用者減少にかかわらず営業収入が増えているのは収入按分を見直したため。

### 利用拡大策の実施
2011年1月15日より、存続に向け以下のような利用拡大策が実施されている。
- 堺市内と大阪市内の連続乗車（我孫子道停留場をまたぐ乗車）の運賃が290円から200円（2015年2月1日からは210円）に値下げされた。差額は堺市が負担する。
- 65歳以上の高齢者の特定日の利用を100円均一とする。

同年3月1日には、堺市内区間および堺市内の南海バス路線を対象としたフリー切符「堺おもてなしチケット」の販売が開始された（2017年8月-2018年3月には「ハニワ課長のさかい最高きっぷ」も発売）。
これらの支援策により、堺市では年間21万5000人、1日当たり589人の利用者の増加を見込んでいたが、平成23年度の利用者数は1日あたり1,392人の増加となり、予想を上回る結果となった。2011年4月、上町線の天王寺駅前停留場付近にあべのキューズモールが開業したことも利用者増加に影響している。

## 歴史
（初代）阪堺電気軌道により建設された。しかしながら、全線が南海鉄道の路線（今の南海本線）と競合することもあり、一時は住吉大社の参詣客や浜寺公園への遊覧客を巡って、激しい輸送競争も行われた。その後、南海に合併されて阪堺線となった。だが1927 - 1935年には、今度は阪堺電鉄（新阪堺）によって競合線が敷設された。これは後に大阪市へ買収されて大阪市電阪堺線となり、1944 - 1968年にかけて全廃されている。
1980年に大阪馬車鉄道→浪速電車軌道が建設した上町線と共に、南海子会社の（2代目）阪堺電気軌道へ譲渡された。南海電気鉄道時代はさらに廃線となった平野線も加え、大阪軌道線と総称されていた。

### 年表
- 1909年（明治42年）12月28日：軌道条例に基づく特許[26]。
- 1911年（明治44年）12月1日：阪堺電気軌道が恵美須町 - 市ノ町（現在の大小路）間を開業。
- 1912年（明治45年）
  - 3月5日：市ノ町 - 少林寺橋（現在の御陵前）間が開業。
  - 4月1日：少林寺橋駅 - 浜寺間が開業。
- 1912年（大正元年）11月30日：浜寺駅 - 浜寺公園（南海本線の駅とは別）間が開業。浜寺停留場廃止。
- 1913年（大正2年）頃：浜寺駅前停留場開業。
- 1915年（大正4年）6月21日：南海鉄道に合併。
- 1916年（大正5年）12月22日：浜寺駅前 - 浜寺公園間休止。
- 1917年（大正6年）3月15日：浜寺駅前 - 浜寺公園間廃止。
- 1944年（昭和19年）
  - 宮ノ下・海道畑の両停留場廃止、住吉鳥居前・細井川・花田口・寺地町の各停留場休止[27]。
  - 6月1日：関西急行鉄道と南海鉄道が合併して近畿日本鉄道が成立。同社天王寺営業局の所属となる。
- 年代不明：戦時中に東湊 - 浜寺駅前間で単線運転を行う。
- 1947年（昭和22年）6月1日：旧・南海鉄道の路線を南海電気鉄道に分離譲渡。同社大阪軌道線の一路線となる。
- 1952年（昭和27年）：この年までに花田口停留場が再開[27]。
- 1955年（昭和30年）3月30日：住吉鳥居前・細井川・大和川・寺地町の各停留場が再開[27][28]。
- 1957年（昭和32年）：大道筋の拡張完成により、綾ノ町 - 御陵前の軌道が移設され、現在の軌道・電停位置になる。
- 1980年（昭和55年）
  - 11月28日：今船停留場が開業[29]。（平野線廃止に伴う救済措置）
  - 12月1日：上町線とともに阪堺電気軌道に分離譲渡[29]。
- 1990年（平成2年）10月4日：釜ヶ崎で発生した暴動により南霞町停留場（現在の新今宮駅前停留場）駅舎が放火され、5日まで阪堺線が運休。
- 2009年（平成21年）7月4日：朝夕の一部を除き、恵美須町 - 我孫子道 - 浜寺駅前間通し運転を中止し、恵美須町 - 我孫子道間および天王寺駅前 - 我孫子道- 浜寺駅前間の運転に再編[8]。
- 2013年（平成25年）2月2日：朝夕に残されていた恵美須町 - 我孫子道 - 浜寺駅前間通し運転を中止、恵美須町発着電車は全て我孫子道止まりに。
- 2014年（平成26年）12月1日：南霞町停留場を新今宮駅前停留場に改称[30]。
- 2015年（平成27年）2月1日：石津北停留場開業[31][32]。
- 2016年（平成28年）1月31日：宿院停留場の上下の乗り場がそれぞれ道路を挟んだ向かい側に移設。
- 2018年（平成30年）：軌道・車両および大和川橋梁が「阪堺電気軌道と関連施設群」の一部として土木学会選奨土木遺産に選ばれる[33]。
- 2020年（令和2年）2月1日：恵美須町停留場を南側に約100m移設[1]。恵美須町停留場に副駅名〈通天閣前〉を、新今宮駅前停留場に副駅名〈新世界前〉を追加[34]。
- 2025年（令和7年）10月：南海本線 石津川 - 羽衣間の高架化工事に支障をきたすため、浜寺駅前停留場付近の線路を東側に移設する工事を開始（予定）[35]。2026年3月まで[35]。

## 停留場一覧
全停留場大阪府に所在。
| 停留場 番号 | 停留場名         | 停留場間 キロ | 営業キロ | 接続路線・備考 | 敷設種別 | 道路名 | 所在地 | 所在地   |
| ----------- | ---------------- | ------------- | -------- | --- | -------- | ------ | ------ | -------- |
| HN51        | 恵美須町停留場   | -             | 0.0      | 大阪市高速電気軌道： 堺筋線 (K18) | 新設軌道 |        | 大阪市 | 浪速区   |
| HN52        | 新今宮駅前停留場 | 0.5           | 0.5      | 西日本旅客鉄道： 大阪環状線・ 関西本線（大和路線）（新今宮駅: JR-O19・JR-Q19） 南海電気鉄道： 南海本線・ 高野線（新今宮駅: NK03） 大阪市高速電気軌道： 御堂筋線・ 堺筋線 (動物園前駅: M22・K19) | 新設軌道 | 西成区 | 大阪市 |          |
| HN53        | 今池停留場       | 0.4           | 0.9      | | 新設軌道 | 西成区 | 大阪市 |          |
| HN54        | 今船停留場       | 0.3           | 1.2      | | 新設軌道 | 西成区 | 大阪市 |          |
| HN55        | 松田町停留場     | 0.4           | 1.6      | | 新設軌道 | 西成区 | 大阪市 |          |
| HN56        | 北天下茶屋停留場 | 0.3           | 1.9      | | 新設軌道 | 西成区 | 大阪市 |          |
| HN57        | 聖天坂停留場     | 0.4           | 2.3      | | 新設軌道 | 西成区 | 大阪市 |          |
| HN58        | 天神ノ森停留場   | 0.4           | 2.7      | | 新設軌道 | 西成区 | 大阪市 |          |
| HN59        | 東玉出停留場     | 0.4           | 3.1      | | 併用軌道 | 西成区 | 大阪市 | 紀州街道 |
| HN60        | 塚西停留場       | 0.4           | 3.5      | | 併用軌道 | 西成区 | 大阪市 | 紀州街道 |
| HN61        | 東粉浜停留場     | 0.6           | 4.1      | | 併用軌道 | 住吉区 | 大阪市 | 紀州街道 |
| HN10        | 住吉停留場       | 0.4           | 4.5      | 【乗換指定停留場】 阪堺電気軌道：■ 上町線 | 併用軌道 | 住吉区 | 大阪市 | 紀州街道 |
| HN12        | 住吉鳥居前停留場 | 0.2           | 4.7      | 南海電気鉄道： 南海本線（住吉大社駅: NK08） | 併用軌道 | 住吉区 | 大阪市 | 紀州街道 |
| HN13        | 細井川停留場     | 0.3           | 5.0      | | 新設軌道 | 住吉区 | 大阪市 |          |
| HN14        | 安立町停留場     | 0.5           | 5.5      | | 新設軌道 | 住吉区 | 大阪市 |          |
| HN15        | 我孫子道停留場   | 0.6           | 6.1      | 【乗換指定停留場】 【大阪市内・堺市内区間境界停留場】 | 新設軌道 | 住吉区 | 大阪市 |          |
| HN16        | 大和川停留場     | 0.6           | 6.7      | | 新設軌道 | 堺市   | 堺区   |          |
| HN17        | 高須神社停留場   | 0.5           | 7.2      | | 新設軌道 | 堺市   | 堺区   |          |
| HN18        | 綾ノ町停留場     | 0.4           | 7.6      | 恵美須町方面ホームは大道筋併用軌道上 | 新設軌道 | 堺市   | 堺区   |          |
| HN19        | 神明町停留場     | 0.4           | 8.0      | | 併用軌道 | 堺市   | 堺区   | 大道筋   |
| HN20        | 妙国寺前停留場   | 0.3           | 8.3      | | 併用軌道 | 堺市   | 堺区   | 大道筋   |
| HN21        | 花田口停留場     | 0.3           | 8.6      | | 併用軌道 | 堺市   | 堺区   | 大道筋   |
| HN22        | 大小路停留場     | 0.3           | 8.9      | | 併用軌道 | 堺市   | 堺区   | 大道筋   |
| HN23        | 宿院停留場       | 0.4           | 9.3      | | 併用軌道 | 堺市   | 堺区   | 大道筋   |
| HN24        | 寺地町停留場     | 0.4           | 9.7      | | 併用軌道 | 堺市   | 堺区   | 大道筋   |
| HN25        | 御陵前停留場     | 0.4           | 10.1     | | 併用軌道 | 堺市   | 堺区   | 大道筋   |
| HN26        | 東湊停留場       | 0.7           | 10.8     | | 新設軌道 | 堺市   | 堺区   |          |
| HN27        | 石津北停留場     | 0.7           | 11.5     | | 新設軌道 | 堺市   | 西区   |          |
| HN28        | 石津停留場       | 0.6           | 12.1     | | 新設軌道 | 堺市   | 西区   |          |
| HN29        | 船尾停留場       | 0.7           | 12.8     | | 新設軌道 | 堺市   | 西区   |          |
| HN31        | 浜寺駅前停留場   | 1.2           | 14.0     | 南海電気鉄道： 南海本線（浜寺公園駅: NK15） | 新設軌道 | 堺市   | 西区   |          |

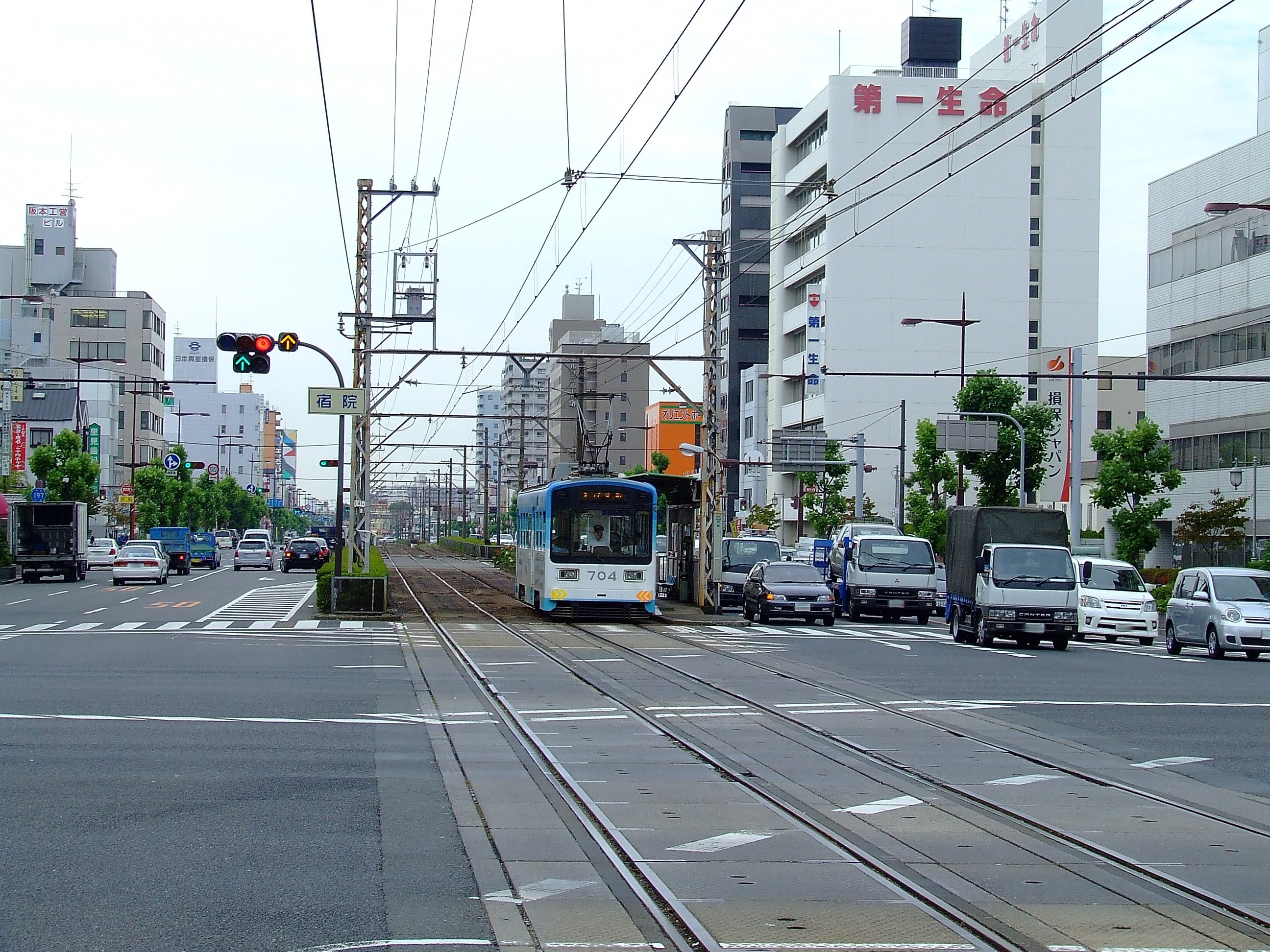
堺市内のグリーンベルト式併用軌道（宿院付近）

2012年3月に阪堺電気軌道で駅ナンバリングが導入されたが、この時HN27（石津 - 東湊間）とHN30（船尾 - 浜寺駅前間）は欠番となった。このうち、前者は2015年2月1日に開業した石津北停留場に付けられた。
綾ノ町 - 御陵前間の併用軌道は、戦後、堺市によって行われた大道筋の拡幅工事と平行して行われた軌道の移設の際に建設された「グリーンベルト式」の一般車両進入禁止（保守点検車両を除く）の専用軌道に近い併用軌道で、この区間の運行は、鉄道信号ではなく一般交通と同く交通信号に従う（道路信号と連動する専用の矢印信号はある）。近年は線路交換に伴い、交差点部分を除く一部の敷石・舗装が撤去されているほか、「緑化軌道」の試験も行われた。
グリーンベルト式併用軌道とは、軌道と車道の間に植え込みを配して軌道と車道を区分したもので、車道の両外側には歩道が配されている。
御陵前 - 浜寺駅前間の専用軌道（新設軌道）のうち約3kmは、停留場間が0.6km以上あり見通しの良い直線であること、閉塞信号機の設置もあることで、軌道法運転規則（最高運転速度40km/h）の特例として最高50km/hの高速運転を行っており、郊外鉄道のような雰囲気がある。かつて南海本線と競っていた名残で、ダイヤ上はこの区間3.9kmを上りは7分で走り、表定速度は33.4km/hと軌道線としては破格のスピードである（下りは併用軌道での遅延を考慮して余裕を持たせたダイヤで11分で走るので、ダイヤ上の表定速度は21.3km/hとなる）。
軌道法運転規則の特例として専用軌道は50km/h運転の認可を受けているが、恵美須町 - 綾ノ町間の専用軌道区間では閉塞信号機の設置がごく一部しかないこと、停留場間が短いことから最高40km/h運転としている（特例としては京阪電気鉄道京津線の75km/h等があるが、1両編成で運行する路線での特例は阪堺線が日本唯一である）。
併用軌道と専用軌道の境界付近以外はほぼ直線に線路が敷かれ、専用軌道の占める割合も高く、軌道線としての走行環境はかなり恵まれている。

### かつて存在していた停留場
- 宮ノ下停留場：天神ノ森 - 東玉出間の南海高野線との立体交差部分
- 海道畑（かいどうばた）停留場：船尾駅 - 浜寺駅前駅間の南海本線との立体交差部分
- 浜寺終点停留場：浜寺駅前駅の南西で、以前「浜寺ジャンボプール」があった付近。

### 過去の接続路線
事業者名は廃止時点のもの
- 恵美須町停留場：大阪市電 - 1943年9月30日まで
- 南霞町停留場：大阪市電（霞町） - 1966年3月31日まで
- 今池停留場：
  - 南海電気鉄道平野線 - 1980年11月27日まで
  - 南海電気鉄道天王寺支線（今池町駅） - 1993年3月31日まで
- 宿院停留場：南海電気鉄道大浜支線 - 1949年休止、1980年11月28日廃止